# Annan
Annan es una localidad situada en el concejo de Dumfries and Galloway, en el suroeste de Escocia (Reino Unido), con una población estimada a mediados de 2016 de 8780 habitantes.
Se encuentra ubicada al suroeste de Escocia, cerca de la costa del fiordo de Solway, del mar de Irlanda y de Inglaterra.